# Radosław Wnuk
Radosław Wnuk (ur. 25 września 1978 w Płocku) – polski siatkarz, grający na pozycji środkowego. 28-krotny reprezentant Polski w latach 1998–1999.
Również jego syn Kacper jest siatkarzem. 

## Sukcesy klubowe
Mistrzostwo Polski:
- 2005, 2006, 2007, 2008, 2009, 2010, 2011
- 1998
- 1997

Puchar Polski:
- 2005, 2006, 2007, 2009, 2011

Liga Mistrzów:
- 2008, 2010

Klubowe Mistrzostwa Świata:
- 2009, 2010

## Sukcesy reprezentacyjne
Mistrzostwa Europy Kadetów:
- 1995

Mistrzostwa Europy Juniorów:
- 1996

Mistrzostwa Świata Juniorów:
- 1997